# Лапа (микрорегион)

Лапа на карте

Лапа (порт. Microrregião de Lapa) — микрорегион в Бразилии, входит в штат Парана. Составная часть мезорегиона Агломерация Куритиба. Население составляет 	49 446	 человек (на 2010 год). Площадь — 	2280,440	 км². Плотность населения — 	21,68	 чел./км².

## Демография
Согласно сведениям, собранным в ходе переписи 2010 г. Национальным институтом географии и статистики (IBGE), население микрорегиона составляет:						
| Полное население                             | Полное население                             | Полное население                             | Полное население                             | 49 446 |
| -------------------------------------------- | -------------------------------------------- | -------------------------------------------- | -------------------------------------------- | ------ |
| в том числе:                                 | Городское население                          | 30 170                                       | Процент городского населения, %              | 61,02  |
|                                              | Сельское население                           | 19 276                                       | Процент сельского населения, %               | 38,98  |
|                                              | Мужское население                            | 24 902                                       | Процент мужского населения, %                | 50,36  |
|                                              | Женское население                            | 24 544                                       | Процент женского населения, %                | 49,64  |
| Плотность населения, чел/км²                 | Плотность населения, чел/км²                 | Плотность населения, чел/км²                 | Плотность населения, чел/км²                 | 21,68  |
| Население микрорегиона в % к населению штата | Население микрорегиона в % к населению штата | Население микрорегиона в % к населению штата | Население микрорегиона в % к населению штата | 0,47   |

## Статистика
- Валовой внутренний продукт на 2003 год составляет 464 006 181,00 реалов (данные: Бразильский институт географии и статистики).
- Валовой внутренний продукт на душу населения на 2003 год составляет 9694,79 реалов (данные: Бразильский институт географии и статистики).
- Индекс развития человеческого потенциала на 2000 год составляет 0,756 (данные: Программа развития ООН).

## Состав микрорегиона
В составе микрорегиона включены следующие муниципалитеты:
1. Лапа
2. Порту-Амазонас